# Corsia resiensis
Corsia resiensis ist eine blattgrünlose Pflanzenart aus der Familie der Corsiaceae. 

## Merkmale
Wie alle Arten der Gattung hat auch Corsia resiensis die Photosynthese aufgegeben und bildet dementsprechend kein Chlorophyll mehr. Stattdessen lebt sie myko-heterotroph von einem Pilz.
Corsia resiensis ist eine ausdauernde Pflanze, die nur zur Blütezeit oberirdisch wächst. Sie ist vollständig hellpurpurn. Aus dem Rhizom sprießt dann ein bis zu 20 Zentimeter langer, zylindrischer, durch vier Rippen eckig werdender Stängel. Das Blattwerk ist 11 bis 15 Millimeter lang, spitz und siebennervig. Die Tragblätter sind den Laubblättern gleich.
Die aufrechten Einzelblüten sind endständig und stehen an Blütenstielen, die 2,5 bis 4 Zentimeter lang, im Querschnitt quadratisch und glatt sind. Von den sechs Blütenblättern (je drei Tepalen in zwei Blütenblattkreisen) sind fünf linealisch, zur Spitze hin stumpf, rund 13 Millimeter lang und 1,3 Millimeter breit, dreinervig und glatt. 
Das oberste sechste, das sogenannte Labellum, ist herzförmig, an der Spitze abgerundet und stark vergrößert (rund 15 Millimeter lang und 11 Millimeter breit), sein Ansatz ist herzförmig. Von der Mittelrippe gehen acht oder neun Seitenrippen zu jeder Seite ab. Der Kallus ist dreieckig herzförmig, 3 Millimeter lang und breit und fein papillös, über ihm findet sich eine fein papillöse, nur schwach sichtbare Verdickung. 
Am Ansatz ist das Labellum direkt mit dem rund 0,5 Millimeter langen Gynostemium verwachsen. Die freien Staubfäden sind 1,5 Millimeter, die Staubbeutel 1,5 Millimeter lang. Der Griffel ist 1 Millimeter, der Fruchtknoten 7 bis 9 Millimeter lang. 

## Verbreitungsgebiet
Corsia resiensis ist nur einmal im westlichen Teil Neuguineas im Resi-Gebirge auf 250 m Höhe aufgesammelt worden.

## Systematik
Corsia resiensis wurde 1972 von Pieter van Royen erstbeschrieben. Die Art ist mit Corsia ornata, Corsia wubungu und Corsia cyclopensis nahe verwandt. Sie wird wie diese in der Sektion Sessilis platziert, da das Labellum direkt mit dem Gynostemium verwachsen ist. 

## Nachweise
- Pieter van Royen: Sertulum Papuanum 17. Corsiaceae of New Guinea and surrounding areas. In: Webbia. 27: 223–255, 1972